# Gregorio Henríquez
Gregorio Henríquez y Santillán (nacido en Valdivia, Chile, 12 de marzo de 1748-† Valdivia, Chile, 15 de septiembre de 1823) fue un militar y hombre público chileno, cabecilla del alzamiento armado contra la Corona española efectuado en Valdivia el 1 de noviembre de 1811.

## Biografía
Gregorio Henríquez nació en el seno de una de las más importantes familias de la aristocracia sureña, siendo hijo del capitán de infantería y veedor de la plaza y presidio de Valdivia don Pedro Henríquez Carrión (1717-1779) y de doña Narcisa de Santillán y Adriasola. Los cronistas de la época lo describen como un sujeto ilustrado y que gozaba una situación económica bastante holgada, a pesar del desmedro en que había caído su parentela.
Desde muy joven sintió el impulso de su sangre altiva y guerrera, que le incitaba a abrazar la carrera de las armas, tal como lo habían hecho todos sus ancestros. De este modo, comenzó a servir en el Batallón Fijo de Valdivia con el grado de soldado distinguido (1 de diciembre de 1761), ascendiendo vertiginosamente hasta alcanzar, gracias a sus notables cualidades y una honrosa hoja de servicios, el de capitán de infantería española, expedido por la Primera Junta Nacional de Gobierno chilena el 3 de octubre de 1811.
Al tiempo que cumplía funciones civiles y castrenses, reveló condiciones innatas para la agricultura y el comercio. Es así como fue dueño de numerosas propiedades y bienes, entre los cuales cabe citar su fundo Cabo Blanco, situado en las afueras de la ciudad de Valdivia.
Contrajo matrimonio en 1780 con María del Rosario Gómez y Fernández de Lorca (1760-1851), hija del teniente de milicias don Ventura Gómez y Almazán y de doña Petronila Fernández de Lorca y Aparicio. De este enlace nacieron 14 hijos, cuya descendencia continúa hasta hoy.

## Actuaciones cívicas
Sin duda fue uno de los ciudadanos más relevantes del baluarte sureño de Chile. Entre los años 1801 y 1802, mientras ostentaba el grado de maestre de campo, se presentó a una elección municipal y salió electo alcalde ordinario. En 1807 se le confió el cargo de procurador general del cabildo.

## Influencias decisivas
Gregorio mantenía un fluido contacto epistolar con su célebre sobrino fray Camilo Henríquez, quien lo informaba de los sucesos políticos que agitaban las mentes tanto de criollos como de hispanos peninsulares. A través de los años, el famoso Fraile de la Buena Muerte (como se conoció al sacerdote) ejerció un determinante influjo en el alma del eminente oficial, al punto que éste reflexionó y maduró una idea cuyo producto quedaría inscrito dentro de los anales de la historia patria.

## Planeando la sublevación
El descontento producido en el vecindario y en la guarnición valdiviana por la mala administración de la primera autoridad del presidio, fue el detonante que encendió la llama del alzamiento. A hurtadillas, el capitán Gregorio Henríquez comunicó su plan golpista a un grupo de ciudadanos exaltados y proclives a la causa patriota. Entre ellos se contaba al capellán del Hospital Real de San Juan de Dios, Pedro José Eleisegui. Reunidos, decidieron aprehender al gobernador de Valdivia y a sus ayudantes una vez que éstos abandonaran la ceremonia religiosa que se efectuaría el 1 de noviembre de 1811.

## El prócer
El día de Todos los Santos, en el año 1811, oía misa el gobernador del presidio de Valdivia brigadier Alberto Alejandro Eagar, junto a su Estado Mayor, en la iglesia matriz de la localidad. Si bien había sido advertido de los conciliábulos de algunos de sus subordinados, en los que se fraguaba una conspiración, Eagar desoyó estos anuncios y no les prestó mayor atención.
Tal como había sido concertado, cuando el brigadier Eagar y su camarilla salieron de la iglesia un piquete de soldados apresó a aquellos, por expresa orden de Henríquez. No obstante se ejecutaba irrestrictamente el mandato, la detención se verificó con el más considerado respeto por la persona del gobernador y de sus más estrechos colaboradores. El teniente coronel Ventura Carvallo Goyeneche, el oficial más antiguo y de mayor graduación de esa guarnición, asumió el mando de la plaza en medio de las más efusivas manifestaciones de júbilo por parte de los vecinos. También se formó una junta con los ciudadanos más respetables del pueblo, presidiéndola Carvallo y complementándola Jaime de la Guarda y Valentín, Vicente Gómez y Fernández de Lorca (hermano de Rosario, mujer de Gregorio Henríquez), el Dr. Isidro Pineda (cura de Valdivia), el presbítero Eleisegui, y Diego Pérez de Arce (cuñado de Henríquez).

## Privación de libertad
Tras el inicial entusiasmo generado por la junta, los acontecimientos posteriores hicieron que el optimismo decayera con mucha rapidez, al punto que un grupo de oficiales y suboficiales leales al Rey de España recobraron el poder de la plaza valdiviana el 16 de marzo de 1812. Las nuevas autoridades sentenciaron la prisión para el capitán Gregorio Henríquez, a quien se le condujo al castillo de Niebla, ubicado en la costa, para que allí cumpliera con el dictamen.
El brigadier Antonio Pareja, jefe del Ejército restaurador, quiso conceder a Henríquez la oportunidad de indultarlo, y para ello restituyó al chileno en su categoría y lo destinó a la comandancia de la plaza de Arauco. Sin embargo, Henríquez se fugó a las filas patriotas en 1813, siendo nuevamente apresado y enviado a cumplir la condena en el presidio de Juan Fernández (1816). Fue posteriormente liberado por orden de don Bernardo O'Higgins, y regresó a Valdivia, donde se impuso de la violenta expoliación de su casa.

## Últimos años
Habiendo Thomas Cochrane desalojado a los realistas de Valdivia en 1820, se realizaron elecciones alcaldicias en las cuales Gregorio Henríquez fue una vez más elegido alcalde de la ciudad. Elevó al año siguiente un memorial en el que solicitaba se le confiriera el grado de teniente coronel o, por su defecto, el de sargento mayor; pero no existe constancia de que esta petición hubiera sido aceptada.
- Datos: Q5885433